# WTA Albuquerque
Das WTA Albuquerque (offiziell: Virginia Slims of Albuquerque) war ein Tennisturnier der Women’s Tennis Association, das in Albuquerque ausgetragen wurde.

## Siegerliste

### Einzel
| Jahr                   | Siegerin       | Finalgegnerin      | Ergebnis |
| ---------------------- | -------------- | ------------------ | -------- |
| ↓ Kategorie: Tier V ↓  |                |                    |          |
| 1989                   | Lori McNeil    | Elna Reinach       | 6:1, 6:3 |
| ↓ Kategorie: Tier IV ↓ |                |                    |          |
| 1990                   | Jana Novotná   | Laura Gildemeister | 6:4, 6:4 |
| 1991                   | Gigi Fernández | Julie Halard       | 6:0, 6:2 |

### Doppel
| Jahr                   | Siegerinnen                      | Finalgegnerinnen                        | Ergebnis      |
| ---------------------- | -------------------------------- | --------------------------------------- | ------------- |
| ↓ Kategorie: Tier V ↓  |                                  |                                         |               |
| 1989                   | Nicole Provis Elna Reinach       | Raffaella Reggi Arantxa Sánchez Vicario | 4:6, 6:4, 6:2 |
| ↓ Kategorie: Tier IV ↓ |                                  |                                         |               |
| 1990                   | Meredith McGrath Anne Smith      | Peanut Louie Harper Wendy White-Prausa  | 7:6, 6:4      |
| 1991                   | Katrina Adams Isabelle Demongeot | Lise Gregory Peanut Louie Harper        | 6:7, 6:4, 6:3 |